# Нохчмахкахойці

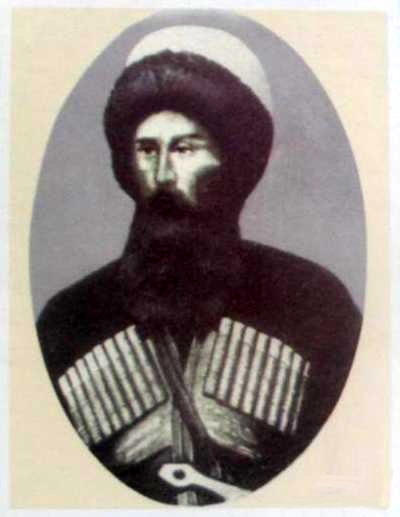
Шейх-Мансур — представник тукхума Нохчмахкахой

Нохчмахкахойці (чеч. Нохчмахкахой, також відомі як ічкеринці) — найбільший чеченський тукхум. Чеченці з рівнинної, передгірської та гірської Чечні, де проходили кровопролитні Кавказькі війни XVIII—XIX ст., перша і друга чеченські війни. У наші дні до нього входять найбільші тайпи Чечні. Розмовляють нохчмахкахойським (літературним) діалектом чеченської мови.

## Склад
Тайпи, що входять у туккхум Нохчмахкхой:
1. Айткхаллой, родове село Айт-кхал, Курчалоєвський район[3];
2. Аллерой, — родове село Аллерой, Ножай-Юртівський район[3];
3. Белгатой, — родове село Белгатой, Веденський район[3];
4. Беной, — Родове село Беной, Ножай-Юртівський район[3];
5. Бійтарой, — родове село Гіляни, Ножай-Юртівський район[3];
6. Білтой, — родове село Більти, Ножай-Юртівський район[3];
7. Гезлой, — родове село Гезин-Чу, Веденський район;
8. Гендарганой, — родове село Гендерген, Ножай-Юртівський район[3];
9. Гордалой, — родове село Гордалі, Ножай-Юртівський район[3];
10. Гуной — родове село Гуні, Веденський район[3];
11. Зандакой, — родове село Зандак, Ножай-Юртівський район[3];
12. Ішхой, — родові села: Ішхой-Хутор, Ножай-Юртівський район[3];
13. Курчалой — родове село Курчалі Веденський район[3];
14. Сесаной, — родове село Саясан, Ножай-Юртівський район[3];
15. Сінгалхой, — родове село Нові Атаги, Шалінський район[4];
16. Харачой, — родове село Харачою, Веденський район[3];
17. Центорой, (Тезакхаллой) — родове село Центорою, Ножай-Юртівський район[3];
18. Чартой — родове село Чартой-юрт Шалинський район[3];
19. Чермой, — родове село Махкети, Веденський район[3];
20. Ширдій, — родове село Ширдій-Мохк, Веденський район[3];
21. Шуоной, — родове село Шуані, Ножай-Юртівський район[3];
22. Егашбатой, — родове село Агішбатой, Веденський район[3];
23. Елістанжхой, — родове село Елістанжі, Веденський район[3];
24. Енгеной, (Даттахой, Чеччалхой) — родове село Енгеной, Ножай-Юртівський район[3];
25. Енакалой, — родове село Енікалі, Курчалоєвський район[3];
26. Ерсеной, — родове село Ерсеною, Веденський район[3];
27. Ялхой, (Бійтрой) — родове село Ялхой-Мохк, Курчалоєвський район[3].